# 于斯泰克萊帕內岩
69°59′S 38°47′E / 69.983°S 38.783°E
于斯泰克萊帕內岩，是南極洲的岩石，位於毛德皇后地的哈拉爾王子海岸，處於斯特蘭德內巴山以南1.6公里的呂佐夫-霍爾姆灣東南部，根據挪威探險隊拍攝的空中照片繪入地圖，現時由南極條約體系管理。

## 外部連結
- 本条目引用的公有领域材料来自美国地质调查局的文档 《于斯泰克萊帕內岩》 （資料來自地名信息系统）。